# Вайсковський потік
Вайсковський потік (словац. Vajskovský potok) — річка в Словаччині; ліва притока Грону довжиною 17.3 км. Протікає в окрузі Брезно.
Витікає в масиві Низькі Татри на схилі гори Котліска на висоті 1680 метрів. Впадають потік Дві Води і Кошариський потік. Протікає територією сіл Долна Легота і Подбрезова.
Впадає у Грон на висоті 438 метрів.